# Kalibendo
Kalibendo is een bestuurslaag in het regentschap Lumajang van de provincie Oost-Java, Indonesië. Kalibendo telt 7606 inwoners (volkstelling 2010).